# Piero Umiliani
Piero Umiliani (ur. 17 lipca 1926 we Florencji, zm. 14 lutego 2001 w Rzymie) – włoski kompozytor muzyki filmowej, znany głównie z wielokrotnie coverowanego utworu Mah Nà Mah Nà.

## Wybrana filmografia
- Sprawcy nieznani (1958)
- Boccaccio ’70 (1962)
- Omicron (1963)
- Samson and His Mighty Challenge (1964)
- Najpiękniejsze oszustwa świata (1964)
- I figli del leopardo (1965)
- The Dreamer (1965)
- Agent 3S3: Passport to Hell (1965)
- Agent 3S3, Massacre in the Sun (1966)
- Ring Around the World (1966)
- Due mafiosi contro Al Capone (1966)
- Blockhead (1966)
- War Italian Style (1966)
- Son of Django (1967)
- Come rubare la corona d'Inghilterra (1967)
- Last of the Badmen (1967)
- I barbieri di Sicilia (1967)
- Sweden: Heaven and Hell (1968)
- Orgasmo (1969)
- La legge dei gangsters (1969)
- Death Knocks Twice (1969)
- The Archangel (1969)
- 5 bambole per la luna d’agosto (1970)
- Don Franco e Don Ciccio nell'anno della contestazione (1969)
- Roy Colt e Winchester Jack (1970)
- La Vendetta è un piatto che si serve freddo (1971)
- Baba Yaga (1973)
- La schiava io ce l'ho e tu no (1973)
- Grzesznik (La ragazza dalla pelle di luna, 1973)
- The Body (1974)
- La governante (1974)
- Il domestico (1974)
- Sex Pot (1975)
- Eva Nera (1976)
- La Notte dell'alta marea (1977)
- Pane, burro e marmellata (1977)
- Follie di notte (1978)
- Aragosta a colazione (1979)
- Nienawidzę blondynek (1980)
- C'è un fantasma nel mio letto (1981)